# Steeler
Steeler a fost o trupă americană de heavy metal, înființată în Nashville, Tennessee, în 1981. Trupa a fost remarcată pentru colaborarea sa cu cel mai virtuos chitarist suedez al tuturor timpurilor, Yngwie Malmsteen, care a ajuns în Statele Unite, la începutul anilor '80. Trupa s-a desființat în 1984, dar a recontinuat activitatea sub numele de Keel.